# Paris-Fourmies
Paris-Fourmies est une ancienne course cycliste française, organisée de 1928 à 1932 entre la Capitale et la ville de Fourmies dans le département du Nord. 

## Palmarès
| Année | Vainqueur         | Deuxième            | Troisième              |
| ----- | ----------------- | ------------------- | ---------------------- |
| 1928  | Georges Leblanc   | Joseph Vanderhaegen | Albert Barthélémy      |
| 1929  | Albert Barthélémy | Joseph Wauters      | Gustave Van Slembrouck |
| 1930  | Émile Joly        | Albert Barthélémy   | Gérard Lambrechts      |
| 1931  | Émile Joly        | Félicien Vervaecke  | Godfried De Vocht      |
| 1932  | Henri Deconinck   | François Blin       | Henri Bergerioux       |